# Dreieckstrudelwurm
Der Dreieckstrudelwurm oder Dreieckskopfstrudelwurm (Dugesia gonocephala), auch Europäische Bachplanarie genannt, ist ein Strudelwurm der Gattung Dugesia. Er ist in den Mittelgebirgen und Alpen weit verbreitet und lebt vorzugsweise in schnell fließenden, sauberen Gewässern.

## Merkmale
Er wird bis zu 25 mm lang und 6 mm breit. Sein Körper ist einfarbig braun bis graubraun. Im Unterschied zu anderen Arten der Dugesia ist sein Kopf pfeilspitzenförmig, vorne zugespitzt und hat mit eckigen Seitenlappen ein insgesamt dreieckiges Aussehen (daher auch der Name Dreieckskopfstrudelwurm). Auf dem Kopf befinden sich zwei große schwarze Augen, umgeben von einem hellen Hof. Der Abstand der Augen zueinander ist etwa so groß wie ihr Abstand vom Vorderrand des Kopfes.

## Lebensraum
Der Dreieckstrudelwurm lebt in Bächen (limnologische Zone des Rhithral), selten auch in Quellen und in Flussoberläufen (Epipotamal), er ist strömungsliebend (rheophil). Häufig sitzen mehrere Exemplare auf der Unterseite von großen Steinen. Gegen Gewässerverunreinigungen ist er empfindlich, weshalb er bei der Ermittlung der Gewässergüte eine Rolle spielt. Mit dem Saprobienindex von 1,5 ist er ein Indikator der Gewässergüteklasse „gering belastet“. Sein Vorkommen schließt sich quellabwärts dem Alpenstrudelwurm an.
Dugesia gonocephala toleriert nur alkalische und neutrale Gewässer und ist empfindlich gegenüber Gewässerversauerung. Der niedrigste tolerierte pH-Wert liegt zwischen 6,0 und 6,4.

## Nahrung
Die Hauptnahrung des Dreieckstrudelwurms besteht aus kleineren Wassertieren wie z. B. Kleinkrebse, Würmer und Insektenlarven. Über die seitlichen Tastorgane ist das Tier in der Lage, auch chemische Reize wahrzunehmen, um damit Beute aufzufinden. Sie wird mit einem rüsselartigen Schlund (Pharynx) umschlossen und mit Hilfe von Verdauungsenzymen außenverdaut. Die Mundöffnung liegt bauchseitig etwa in der Mitte des Tieres.

## Taxonomie
Die Art wurde von Antoine Dugès (1797–1838) nach Tieren aus Montpellier in Frankreich als Planaria gonocephala erstbeschrieben. Sie ist Typusart der Gattung Dugesia. Die Art lebt in Mittel- und Nordeuropa. Im Mittelmeerraum kommen eine Reihe sehr ähnlicher, nahe verwandter Arten vor, darunter auch einige durch Fissiparie asexuell reproduzierende. Die Arten unterscheiden sich teilweise in der Karyologie: während Dugesia gonocephala sensu stricto diploid ist, sind einige der verwandten Arten triploid. Manche Arten können morphologisch nicht unterschieden werden, andere sind nur an Details des männlichen Begattungsapparats differenzierbar; da die fissiparen Populationen diese nicht ausbilden, sind sie morphologisch keiner der Kleinarten zuzuordnen. Viele der Kleinarten besitzen nur eng umschriebene Verbreitungsgebiete, weiter verbreitet ist die Kleinart Dugesia sicula. Die gesamte Verwandtschaftsgruppe wird als eine Superspezies umschrieben. Zum Teil werden die Kleinarten durch DNA Barcoding differenziert.
Fissiparie tritt bei Dugesia gonocephala s. str. nicht auf, die Art vermehrt sich sexuell. Wie fast alle Plattwürmer sind es (simultane) Hermaphroditen.
Der Kopulation geht bei der Art ein Paarungsvorspiel voraus. Trifft ein Individuum auf einen geeigneten Partner, plattet sich dieser extrem ab und nimmt eine ovale Körperform an. Das Tier kriecht auf den Rücken des Partners (in paralleler Orientierung), hier findet bald darauf die Paarung statt, wobei beide Partner ihren Penis in die Geschlechtsöffnung des jeweils anderen einführen, dabei wird eine Spermatophore übertragen. Nach der Begattung legen die Tiere Eier in einem Kokon, festgeheftet an Hartsubstrat am Gewässergrund, ab.